# My Ex's Best Friend
"My Ex's Best Friend" é uma canção do artista americano Machine Gun Kelly. É o terceiro single de seu quinto álbum de estúdio Tickets to My Downfall. A música, a terceira do álbum a apresentar um som pop punk, conta com os vocais de Blackbear. A canção alcançou a 68ª posição na parada americana da Billboard, Hot 100.

## Antecedentes
Machine Gun Kelly (Colson Baker) fez o primeiro anúncio de colaboração com Blackbear em dezembro de 2019. "My Ex's Best Friend" foi lançado como o terceiro single do álbum Tickets to My Downfall. A música foi lançada em 7 de agosto de 2020, poucos dias após o segundo single, "Concert for Aliens". A canção foi parte dos esforços de Baker para trazer músicas com guitarra para o mainstream e inspirar uma nova geração de guitarristas. A música se tornou um sucesso, uma façanha rara para o pop punk ou rock em 2020, alcançando a 68ª posição nas paradas americanas da Billboard, Hot 100. A música foi tocada ao vivo no MTV Video Music Awards de 2020.

## Composição e temas
A música foi descrita como pop punk, mas como uma abordagem moderna, ao invés da formúla "clássica" do gênero. As publicações a descreveram como uma canção "carregada de guitarras" com os dois cantores se levantando ante as complicações de términos e recuperações de relacionamentos.

## Recepção
HotNewHipHop elogiou a música, mas observou que o prazer que o ouvinte obtém vária de acordo com sua atitude em relação ao novo som da música, afirmando "Se você não concorda com o afastamento de MGK do hip-hop, você provavelmente clicará em "pular" nos momentos iniciais [da música]. Para aqueles de vocês que decidirem ficar, você será presenteado com um conto de paixões proibidas, do tipo que vem dominando o genêro pop punk há anos.

## Créditos
Créditos adaptados do serviço digital Tidal.
- Blackbear – vocais
- Travis Barker – produção
- BazeXX – additional produção
- SlimXX – additional produção
- Omer Fedi – baixo, guitarra
- Nick Long – guitarra
- Colin Leonard – engenheiro de som
- John Hanes – engenheiro de mixagem
- Serban Ghenea – mixagem

## Paradas musicais
| Parada (2020)                                           | Posição máxima |
| ------------------------------------------------------- | -------------- |
| Austrália (ARIA)                                        | 41             |
| Canadá (Canadian Hot 100)                               | 42             |
| Alemanha (Offizielle Deutsche Charts)                   | 94             |
| New Zealand Hot Singles (RMNZ)                          | 6              |
| Escócia (Scottish Singles Chart)                        | 65             |
| Reino Unido (UK Singles Chart)                          | 60             |
| Estados Unidos (Billboard Hot 100)                      | 68             |
| Estados Unidos (Billboard Hot Rock & Alternative Songs) | 6              |
| Rolling Stone Top 100                                   | 23             |

## Histórico de lançamento
| País           | Data                   | Formato                    | Gravadora          | Ref.   |
| -------------- | ---------------------- | -------------------------- | ------------------ | ------ |
| Vários         | 7 de Agosto de 2020    | Download digital Streaming | Bad Boy Interscope | [ 9 ]  |
| Itália         | 25 de Setembro de 2020 | Contemporary hit radio     | Universal          | [ 19 ] |
| Estados Unidos | 13 de Outubro de 2020  | Contemporary hit radio     | Interscope         | [ 20 ] |